# Felix Mally
Felix Mally, född 15 oktober 1890 i Göteborg, död 30 november 1940 i Eskilstuna, var en svensk företagare.
Felix Mally var son till perukmakaren Sander Mally. Efter läroverksstudier i Göteborg genomgick han Chalmers tekniska institut, där han 1915 utexaminerade från avdelningen för maskinbyggnad. Samma år anställdes han vid Götaverken. Mally var 1916–1920 direktör för Nordiska svetsnings AB i Göteborg. Han var direktör för Randstaternas handelskompani i Riga 1920–1923 och ombud för stockholmsfirma AB Wex hos Nordvästra statshandelns tekniska kontor i Leningrad och Moskva 1924–1927. I Moskva var han 1926 medlem av högsta rådets underkommitté för utarbetande av bestämmelser angående svetsning av ångpannor. 1927–1931 var han direktör för AB Sveaexports dotterbolag i Warszawa, där han från 1929 också var ledamot av styrelsen för svenska handelskammaren. 1931–1933 var Mally försäljningsdirektör i AB Sveaexport i Stockholm. Efter två år som vice VD och försäljningsdirektör i AB Bolinder-Munktell i Eskilstuna var han från 1935 till sin död bolagets VD. Mally tillhörde styrelserna för ett flertal företag och ekonomiska organisationer.